# Дрлевич, Соня
Соня Дрлевич (1942, Жирцы, под Колашиным в Черногории — 2017, Белград, Республика Сербия) — югославский инженер-мостостроитель и общественный деятель. Была анархисткой и коммунисткой, феминисткой и активисткой антивоенного движения. Участвовала почти во всех мероприятиях по защите и развитию женских и рабочих прав, начиная со студенческих протестов 1968 года до смерти.

## Детство и молодость
Соня Дрлевич родилась в семье учительницы из Алексинца, Милены Трифунац и Саввы Дрлевича, народного героя и генерал-полковника Югославской народной армии. С анархистскими и социалистическими идеями познакомилась очень рано под влиянием русского революционного демократа Николая Чернышевского — «Что делать?».
Главное влияние на свое развитие связывала с образовательной деятельностью своей матери, подчеркивая значение развода своих родителей. После развода её мать фактически растила её одна. Считала, что несправедливость, с которой её мать столкнулась в жизни, пробудила в ней желание помогать тем, кто является жертвой, чтобы они вышли из этого положения. Важной фигурой, повлиявшей на её взросление, считала самобытную женщину непоколебимой воли — известную тётю Росу, коммунистку и партизанку довоенного времени, выдержавшую пытки в разных лагерях. Пока её муж был на Голом Отоке, она одна должна была содержать свою дочь.
После окончания Первой белградской гимназии Соня Дрлевич поступила в Университет на строительный факультет. Будучи студенткой-отличницей, получала стипендию от предприятия «Мостостроительство», где и проработала большую часть своей жизни. В 1965 году Соня закончила строительный факультет в Белграде, а в 1978 году — экономический.
С 16 лет Соня Дрлевич была членом союза коммунистической молодежи Югославии, участвовала в рабочих акциях в Белграде, Миятовце и Владичином Хане в Сербии и в Джевджелии в Македонии. Во время студенческих протестов 1968 года познакомилась с идеями «Новых левых». С анархизмом теоретически ближе познакомилась благодаря знакомству с итальянским анархистом Умберто Томмасими и со словенским анархистом Жетко Габриэлом. В 1968 году у неё родился сын Олег Новкович, который стал известным режиссёром.
Только моя мать, которая ни на что не обращала внимания, никогда не придерживалась никаких правил, а только того, что считала нужным — разговаривала с тётей Росой. Мы жили рядом, были соседями, и я дружила с её дочерью. Когда она пошла в первый класс, я уже была в четвёртом. Тётя Роса произвела на меня сильное впечатление своей силой — ничто не могло повлиять на неё, поколебать. Ей сказали, что она должна уехать из Белграда — она не подчинилась; её выгнали с работы — она стала ночами перепечатывать какую-то историческую энциклопедию, которую ей предложили по знакомству. Так она жила с дочерью, пока ее муж не вернулся с Голого Отока.

## Профессиональная жизнь и феминистская деятельность
Работая строительным инженером, столкнулась с предрассудками и дискриминацией женщин, работающих в этой области. Все это привело к формированию политической личности, то есть сделало её феминисткой и борцом за женское равноправие в обществе. Работала непосредственно на строительстве мостов в качестве руководителя строительства, и построила 33 моста, в том числе 2 моста в Белграде: железнодорожный мост и мост Газеля. Соня Дрлевич разрушала неписаные правила патриархального общества, что женщины не могут быть руководителями стройки. В то же время она с самого начала боролась против женской дискриминации и сексуальных домогательств до работниц, что часто бывает в сферах, где работают, в основном мужчины, как например, стройках. Встреча с угнетением и дискриминацией привела её к выводу, что югославское общество, декларативно социалистическое, сохранило патриархальные образцы, и основывалось на молчаливом согласии, что существуют границы, как в личной жизни, так и в общественной сфере, которые женщинам не следовало бы нарушать.
В 1978 году Соня Дрлевич организует конференцию «По-друг-а женщина», после чего участвует в создании феминистского движения в Югославии, а позже в Сербии. С 1979 по 1994 годы была инициатором создания организаций и участвовала в их работе. Это такие организации, как феминистская исследовательская группа «Женщины и общество» (1979), Центр для обучения женщин, исследований и коммуникации (1992, вместе с Марией Благоевич, Недом Божинович, Биляной Дойчинович-Хешич, Дашей Духачек, Ясминой Лукич, Лепой Младенович, Зорицей Мршевич, Жараном Папич, Славицей Стоянович и Ясминой Пешанович) где до 1998 года работала программным координатором и читала лекции о русском феминизме.
Соня Дрлевич была организатором создания Центра образования женщин, считая, что дискуссионные и образовательные программы группы «Женщины и общество» в этот момент нужно было поднять на высший исследовательский и теоретический уровень. Она также принимает участие в основании SOS телефона для женщин и детей — жертв насилия. В 1990 году содействует созданию организации «Белградское женское лобби», которая выступала за включение женщин в политическую жизнь. Феминистская деятельность в последнее десятилетие XX века в Сербии, с одной стороны, была направлена на политическую деятельность в узком смысле, а, с другой стороны, на организацию и деятельность в многочисленных областях угнетенных женщин, а также на гуманитарную работу (с беженцами) и на работу с SOS телефоном.
Соня Дрлевич вместе с феминистками, которые осознают, что работа с жертвами насилия недостаточна, основывает «Белградский женский лобби» как ответ феминисток на ежедневные политические вызовы националистической и военно-патриархальной политики, которая становится всё агрессивнее. «Белградское женское лобби» организовало многочисленные протесты в ответ на попытки власти ограничить Конституцией не только право на аборт, но и право на контроль за рождением популяции страны. «Белградское женское лобби» обращалось к общественности и организациям с призывами, между которыми были Резолюция о политике в области популяции страны, Требованием к власти города открыть приюты для женщин и детей — жертв насилия, Минимальной программой женских требований. Их инициатором и была Соня Дрлевич. Когда после многосторонних выборов в декабре 1990 года в Скупщину Сербии было выбрано немного больше 1 % делегатов, Соня Дрлевич вместе с Анджелкой Милич, Соней Лхит, Елкой Кляич, Весной Пешич основывает «Женскую парламентарную сеть», которая боролась за включение женщин во все области общественно-политической жизни. Начав с создания организации «Женщина и общество», члены которой примкнули к «Союзу югославских демократических инициатив» после его основания, все эти организации занимали крепкую антивоенную позицию.
Вот что случилось, когда мы строили железнодорожный мост в Белграде. У одной из двух поварих была дочь. Она неудачно вышла замуж, но не венчалась. Муж над ней издевался и бил её. Наша повариха Витушка пошла к ним, надавала пощёчин мужу и забрала свою дочь к себе. Девушке было 17 лет, и устроилась она у нас на стройке уборщицей. Её шеф, главный над уборщицами начал её шантажировать и требовать от неё близости, если она хочет и дальше здесь работать. Такие тогда были мужско-женские отношения, впрочем, как и сейчас, и сто лет назад. Если у мужчины есть власть, а особенно абсолютная власть, он ею злоупотребляет во всех смыслах. Тут всё так и было. В то же время девушка пожаловалась матери. И наша повариха, которая была почти, как её дочь, когда я с ней познакомилась десять лет назад, сейчас воспитала в себе самоуважение, стала главным поваром, окончила школу и приняла понятие «самоуправление», как и положено. Она последовательно предприняла все шаги: обратилась в Рабочий совет, дисциплинарную комиссию, потом организовались мы, женщины. В конце это вызвало серьёзную реакцию. Хотя все коллеги подсмеивались надо мной: «Ты, Соня, тратишь время на глупости — сильна эта твоя подопечная: трусы — вниз, трусы — вверх!». Они это говорили после того, как девушка рассказала в дисциплинарной комиссии, что с ней делал в гостинице этот человек. Но несмотря на это, мы отвечали: «Пусть трусы были внизу, будут и вверху». Рабочий совет и дисциплинарная комиссия, в том числе и правозащитник добились отстранения его от должности, и все, кто смеялся над девушкой «забились в мышиные норы». Конечно, этого результата не было бы никогда, если бы эта женщина благодаря участию в разных мероприятиях, учебе не сформировалась в сознательную личность.
Дрлевич Соня считала, что для изменения общества необходимо создание женской сети на трёх уровнях.
Первый уровень должен включать женскую солидарность, касающуюся ежедневных проблем женщин.
Второй уровень — это профсоюзное объединение работниц.
Третий — объединение женщин — политиков.
Координация этих трёх уровней, их взаимодействие являлись бы основой для того, чтобы женщины своим участием в парламентарной системе, действительно, могли бы разговаривать и проводить политику в интересах большинства женщин. Важным моментом в активной деятельности Дрлевич Сони была её работа во время войн в бывшей Югославии с беженцами (1992—1997). Разные феминистские общественные организации создавали разные проекты с целью оказания гуманитарной и социально-психологической помощи беженцам. Так, Дрелевич Соня как представитель «Центра для образования женщин» была координатором Дома для женщин — беженок из Краины — «Ласточка» и координатором программы «Будь здорова!», которая охватывала 50 центров для беженцев в Сербии и Черногории.
В 1995 году Соня Дрлевич уходит на пенсию, заканчивая свой рабочий век в учреждении «Югопроект», где работала в финансовом отделе.
Её активная жизнь после ухода на пенсию, и до самой смерти, её интерес к политическим организациям имеют большое значение как в наши дни, так и для будущего. В своих политических взглядах она придерживалась мнения, что феминистская теория и практика непобедимы, определяя феминизм как «теорию и практику, которые выступают за расширение прав и укрепления роли женщин в обществе». В книге, в которой детально рассматривается история женского движения в Сербии в 90-е годы прошлого века «Ка видљивој женској историји» (Марина Благоевич), подчёркивается несогласие между феминистками академического направления и феминистками-активистками. Название общественной организации «Центр образования женщин, исследовании и коммуникации» (зарегистрирована в 1993 году) свидетельствовало о напряжении внутри организации. Слово «коммуникация» было добавлено для того, чтобы теоретическая и исследовательская деятельность не была главной. Но как только интеграция в академическую общественность стала одной из стратегических целей Центра, в 1998 году начинаются серьёзные расхождения внутри этой феминистской организации.

## АЖИН. Экономические права женщин и рабочие организации
Об отношениях между анархо-коммунизмом и анархизмом Соня Дрлевич говорила так: «Меняла ли мою жизнь феминистская политика? Как сказать, в любом случае, влияла, а сказать, что меняла, думаю, что не особенно, так как у меня было какое-то своё определение, то есть в феминизм я пришла из анархизма. Если посмотрим с идейной точки зрения, то коммунизм и анархизм являются моим главным определением и совершенно нормально, что из этого определения для меня идёт и феминизм. Просто, те идеи, которые я приняла из анархизма, я дальше проводила в своей феминистской деятельности»
Из-за этих расхождений Соня Дрлевич и феминистки активной ориентации основали общественную организацию АЖИН: «Ассоциацию женских инициатив» с информационно-документационным учебным центром (позже ЖИНДОК). Соня Дрлевич была последовательна сохранении анархокоммунистических ценностей и ориентирована на антикапиталистическую систему. Она считала, что патриархальная структура предыдущей системы приводит к неолиберализации проституции, как одного из фундаментальных видов угнетения женщин, что, в конце концов, превратится в индустрию, которая поработит всё больше число женщин. Будучи координатором АЖИНа, этой общественной организации, она организовала кампанию за борьбу против торговли женщинами. С января 2000 до июня 2002 года вместе с другими членами АЖИНа была одним из редакторов феминистского бюллетеня «Новости с женской сцены».
После перемен, произошедших 5 октября, стала координатором предвыборной кампании за увеличение числа женщин в политических партиях, парламенте и общественных сферах.
Соня Дрлевич занималась программами экономической поддержки женщин, создавая женские организации по интересам, где женщины что-то производили и продавали свой товар. Она поддерживала антиприватизационные кампании, протесты рабочих и забастовки, в том числе и последнюю генеральную забастовку в Сербии в 2014 году. Сотрудничая с разными «левыми» организациями, такими как «Фонд Розы Люксембург» и группой для образования «Учитель-незнайка и его комитеты», внесла большой вклад в объединение «левой» и феминистской деятельности в Сербии. Одним из примеров такого сотрудничества был цикл лекций в «Фонде Розы Люксембург» — «Род и левые».
С 2004 года Соня Дрлевич была членом Совета за равноправие полов при Правительстве Сербии и участницей «Женской платформы развития Сербии». Она одна из первых (2016) получила награду «Анджелка Милич» за вклад в развитие женского движения в Сербии, где она тоже была одной из первых. Эта награда вручается за феминистскую деятельность в области науки и культуры. Соня Дрлевич была твёрдо убеждена, что её феминистская деятельность вытекает из анархо-коммунистических принципов. Она утверждала, что женская солидарность — это основа для диалога между либеральными и «левыми» феминистками.
Несмотря на участие почти на всех фронтах борьбы за равноправие и социальную правду в качестве координатора, организатора и воспитателя, Соня Дрлевич не оставила после себя ни научных трудов, ни объёмных политических материалов.